# Gray Matters
Gray Matters —conocida en España como Los líos de Gray , La chica de mis sueños en Argentina y Besando a Charlie en México— es una película estadounidense de 2007 perteneciente al género de la comedia romántica y dirigida por Sue Kramer. El filme lo protagonizan Heather Graham, Tom Cavanagh y Bridget Moynahan.
Se estrenó el 21 de octubre de 2006 en el Festival Internacional de los Hamptoms y de forma oficial en Estados Unidos el 23 de febrero de 2007. En España se estrenó el 13 de julio de 2007.

## Argumento
La película trata de una pareja de hermanos Sam (Tom Cavanagh) y Gray (Heather Graham) que viven juntos y mantienen una estrecha relación que hace que parezcan una pareja perfecta para el resto de la gente, que nunca creen que sean hermanos debido a su gran grado de complicidad.
Tras una cena entre amigos en la que se dan cuenta de que deben de distanciarse un poco e intentar salir con gente nueva, Gray decide presentarle a una chica a Sam y para ello buscan a la candidata perfecta en Central Park. Así, de forma semi-casual, conocen a Charlie (Bridget Moynahan), y tras una cita estupenda en la que salen los tres amigos, Sam y Charlie se enamoran y deciden casarse en Las Vegas. Pero el problema es que Gray no se siente cómoda con la relación ya que aunque Charlie es la chica perfecta para su hermano hay algo en ella que la inquieta.
Así, llegan a Las Vegas tras planearlo todo muy rápidamente, y Gray le organiza a Charle una mini despedida de soltera tras la que se da cuenta, después de un beso casual con Charlie, de que se ha enamorado de ella y por eso no quiere que se case con su hermano.
Por eso, después de la boda los tres protagonistas, que siguen viviendo en el piso de los dos hermanos, comienzan una convivencia que se hace difícil para Gray que no puede luchar contra su amor por Charlie a pesar de que lo intenta con las sesiones con su loca terapeuta (Sissy Spacek) en los lugares más insólitos. Así, cuando decide salir del armario y contárselo a su hermano, este le repudia, no por ser lesbiana sino por el hecho de que está enamorada de su mujer y la besó la víspera de su boda. Así, Gray vaga sin rumbo por Nueva York ayudada por un amigo taxista que está enamorado de ella y que la ayuda en los peores momentos de esta tras sus malas citas o las peleas con su hermano.
Finalmente, tras una reconciliación con su hermano, en la oficina de publicidad en la que trabaja Gray, que se hace pública por el sistema de vigilancia de la empresa ésta sale del armario públicamente y se enrolla con una cliente importante de la empresa a la que impresiona no solo por su físico si no por sus ideas publicitarias. Así Gray sale al mundo renovada sabiendo quién es realmente.

## Temática
La película es una comedia romántica que trata la temática Gay y el descubrimiento de la homosexualidad, así al principio la protagonista se siente algo perdida e intenta negar su orientación sexual, pero finalmente decide aceptarla ya que no puede luchar contra lo que es ella misma.